# Nouvelle-Bretagne
Pour les articles homonymes, voir Bretagne (homonymie).
Du XVIIe au XIXe siècle, la Nouvelle-Bretagne désignait aussi le Labrador et une partie du Manitoba et du Nunavut.
 (février 2025).
Si vous disposez d'ouvrages ou d'articles de référence ou si vous connaissez des sites web de qualité traitant du thème abordé ici, merci de compléter l'article en donnant les références utiles à sa vérifiabilité et en les liant à la section « Notes et références ».
La Nouvelle-Bretagne (en anglais : New Britain ; en tok pisin : Niu Briten) autrefois nommée Nouvelle-Poméranie, est une île de la mer des Salomon, située dans l'archipel Bismarck dont elle est la plus grande terre. Elle fait partie de la Papouasie-Nouvelle-Guinée.

## Géographie
La Nouvelle-Bretagne se trouve entre la Nouvelle-Guinée et la Nouvelle-Irlande. Ayant une longueur d'environ 600 km et une largeur de 80 km au maximum, sa superficie est de 36 520 km². À son extrémité nord-orientale, se trouve la péninsule de Gazelle. L'île comprend deux provinces, la Nouvelle-Bretagne occidentale (West New Britain, capitale Kimbe) et la Nouvelle-Bretagne orientale (East New Britain, ancienne capitale Rabaul déplacée à Kokopo) qui englobe aussi les îles du Duc-d’York.
La Nouvelle-Bretagne est une île très montagneuse avec des composantes volcaniques et karstiques. Cinq volcans y sont actifs et seize sont éteints ou dormants.
La zone orientale de l'île contient une partie des phénomènes et paysages karstiques classés dans la liste indicative du patrimoine mondial de l'humanité, sous l'appellation The Sublime Karsts of Papua New Guinea.
Le sommet le plus élevé atteint 2 334 mètres. La surface de l'île est en majorité couverte de forêt tropicale.

## Démographie
La Nouvelle-Bretagne est peuplée par plus de 500 000 habitants austronésiens pour la plupart mais également des populations papoues dans une extrémité de l'île. La tribu la plus importante de l'île est celle des Tolai. Parmi les autres groupes ethniques qui peuplent l'île se trouvent les Baininger, les Kilenge, les Lakalai et les Sulka.

## Histoire
La Nouvelle-Bretagne fut déjà occupée par des hommes pendant le Paléolithique comme des découvertes archéologiques faites à Yombon en témoignent.
L'île fut découverte pour la première fois par des Européens en 1700 grâce à l’explorateur anglais William Dampier qui lui donna le nom latin Nova Britannia. Pendant les années 1884-1914, la Nouvelle-Bretagne fit partie d'une colonie allemande, avec le nom de Nouvelle-Poméranie (en allemand Neupommern).
Des Filles de Notre-Dame du Sacré-Cœur s'y implantent en 1891 et aux Îles Gilbert (1895).
Au début de la Seconde Guerre mondiale, des troupes australiennes occupèrent tout l'archipel. Les Japonais l'ont attaqué dès janvier 1942, et la base aéronavale de Rabaul y a joué un grand rôle jusqu'en novembre 1943, pendant les campagnes de Guadalcanal et des îles Salomon.
En 1994, la ville de Rabaul et sa périphérie furent presque entièrement détruites par une éruption volcanique du volcan Rabaul.
Le 27 avril 2010, l'île a été touchée par un séisme de magnitude 5,4 sur l'échelle de Richter, sans que des dégâts importants ou des morts aient été à déplorer.
Le 14 mai 2019, l'île a été touchée par un séisme de magnitude 7,6 sur l'échelle de Richter, sans que des morts aient été à déplorer.